# Apoglaesoconis ackermani
Apoglaesoconis ackermani is een insect uit de familie van de dwerggaasvliegen (Coniopterygidae), die tot de orde netvleugeligen (Neuroptera) behoort. 
De wetenschappelijke naam Apoglaesoconis ackermani is voor het eerst geldig gepubliceerd door Grimaldi in 2000.